# الإعاقة في أفلام الرعب

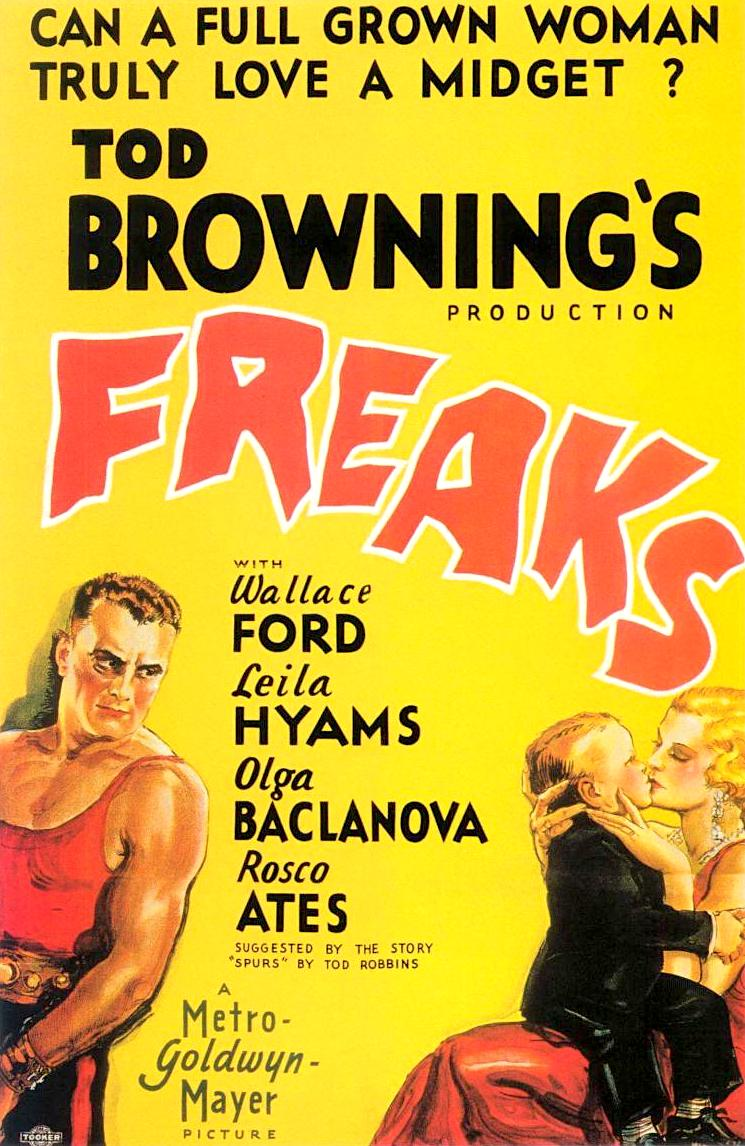
ملصق ترويجى لفيلم freaks في عام (1932) حيث تم الاشادة بالفيلم بسبب أن غالبية طاقمه من ذوى الاعاقة، كما تم وصفه أيضا بأنه استغلالى.

تعتبر الأفلام وسيلة قوية للتعبير عن قضايا اجتماعية ونفسبة متنوعة، وتعد الإعاقة من بين المواضيع التى يتم تناولها في هذا السياق. ويرجع استخدام هذا النوع من الأفلام لثلاثينات القرن العشرين، وقد تم استخدام هذا النوع من الأفلام لاثارة الرعب أو تعزيزه لدى الجمهور وهو ما اجتذب تعليقات بعض النقاد ونشطاء الإعاقة.
غالبا ما كان يتم تصوير الوحوش والأشرار في العديد من أفلام الرعب على أنهم يعانون من إعاقات جسدية أو عقلية . وقد تطورت هذه التصورات من كونها تجسيدا متعاطفًا للشخصيات المعاقة في أفلام الوحوش المبكرة مثل "فرانكشتاين" ، إلى تقديم الأشخاص ذوى الإعاقة على أنهم "متعطشون للدماء ومرعبون" في أفلام القتلة المتسلسلين في السبعينيات والثمانينيات. تعرضت أفلام الرعب في بعض الأحيان للعديد من الانتقادات بسبب تصوراتها للإعاقة  فتم وُصفها بأنها معادية للأشخاص ذوى الإعاقة. وقد اتُهمت بعض الأفلام بأنها تعكس آراء تطهيرية كانت سائدة في المجتمع في تلك الفترة.  كما تم وُصف بعض الشخصيات "التي تتغلب" على الإعاقة، أو الإعاقة التي تمنح قوى خاصة، بأنها ضارة.

## الإعاقات الجسدية
تم تسليط الضوء على فيلم (Freaks) للمخرج "تود براونينغ" (1932) كمثال بارز على أفلام الرعب التى تعرض الإعاقة بشكل بارز، وقد تلقى تعليقات متنوعة لتصويره للمجتمع، حيث وصفه البعض بأنه يصور الإعاقة بشكل متعاطف ومعادٍ للتطهير العرقى، بينما انتقده آخرون لكونه استغلاليًا. وحتى عام 2020، لا يزال واحدا من الأفلام الأمريكية القليلة التي تضم طاقمًا مهيمنا من الأشخاص ذوي الإعاقة. يتميز فيلم (Deafula) المستقل عام (1975) لكونه بالكامل بلغة الإشارة . كما أن شخصية "جايسون فورهيز" من سلسلة (الجمعة الثالث عشر) و"ليذرفيس" من فيلم مجزرة منشار تكساس (The Texas Ghain Saw Massacre) والذى وصف كلاهما بأنهما قاتلان عنيفان من ذوي الإعاقة، وقد تم وُصفهما بأنهما يصوران الإعاقة على أنها مخيفة أو محرمة. في القرن الحادي والعشرين، لاحظ بعض النقاد اتجاهًا في أفلام الرعب لتصوير الصمم بطريقة يراها البعض مهووسة، بما في ذلك "A Quiet Place" و "The Unholy" .  أيضاً تم انتقاد أداء لوبيتا نيونغو في فيلم "Us" لعام (2019) من قبل جماعات حقوق ذوي الإعاقة لكونه مستوحى من أعراض خلل النطق التشنجي .

## الإعاقات العقلية
تعرض فيلم "Split" للانتقاد بسبب تصويره لاضطراب الهوية الانفصامية . وعلى وجه الخصوص، تم انتقاده بسبب وصمه لهذا النوع من أنواع الاضطرابات، وإحداثه ضررًا محتملًا لأولئك الذين يعيشون معه. وفي رسالة مفتوحة إلى إم. نايت شيامالان ، كتب نشطاء الإعاقة أن " فيلم Split يمثل تجسيدا آخر مفرطا لنا يستند إلى الخوف والجهل والإثارة ، ولكنه أسوأ بكثير"."
تم إنشاء فيلم الرعب الأمريكي "Spring Break Zombie Massacre" لعام (2016)، من تأليف "سام سوتشمان وماتي زوفيليت"، وكان من انتاج أصدقاء مقربين له يعانون من متلازمة داون والذين شاركوا أيضًا في البطولة. نال الفيلم إشادة واسعة لكونه منعشًا لوجود عقول متباينة عصبيًا مسؤولة عن العملية الإبداعية. كما تم الاحتفاء به لأنه يضم أبطالًا مصابين بمتلازمة داون دون أن تكون إعاقتهم هي المحور الرئيسي للفيلم. 

## قراءة اضافية
- Smith, Angela (24 Jan 2012). Hideous Progeny: Disability, Eugenics, and Classic Horror Cinema (بالإنجليزية). مطبعة جامعة كولومبيا. ISBN:978-0-231-52785-9. Archived from the original on 2023-06-17.